# Ново-Полтавське
Ново-Полтавське (рос. Ново-Полтавское) — село у Прохладненському районі Кабардино-Балкарії Російської Федерації.
Орган місцевого самоврядування — сільське поселення Ново-Полтавське. Населення становить 1187 осіб.

## Історія
Згідно із законом від 27 лютого 2005 року органом місцевого самоврядування є сільське поселення Ново-Полтавське.

## Населення
| 1926  | 1970  | 1989  | 2002  | 2010  | 2012  | 2013  |
| ----- | ----- | ----- | ----- | ----- | ----- | ----- |
| 578   | ↗896  | ↗1122 | ↗1205 | ↘1187 | ↗1197 | ↘1184 |
| 2014  | 2015  | 2016  | 2017  | 2018  | 2019  | 2020  |
| ↘1173 | ↘1155 | ↘1140 | ↗1165 | ↗1181 | ↗1185 | ↗1194 |